# Armstrong Whitworth Siskin III
El Armstrong Whitworth Siskin fue un caza biplano monoplaza británico de los años 20 producido por la firma Armstrong Whitworth Aircraft. El Siskin fue uno de los primeros cazas de la RAF diseñados después de la Primera Guerra Mundial.

## Diseño y desarrollo

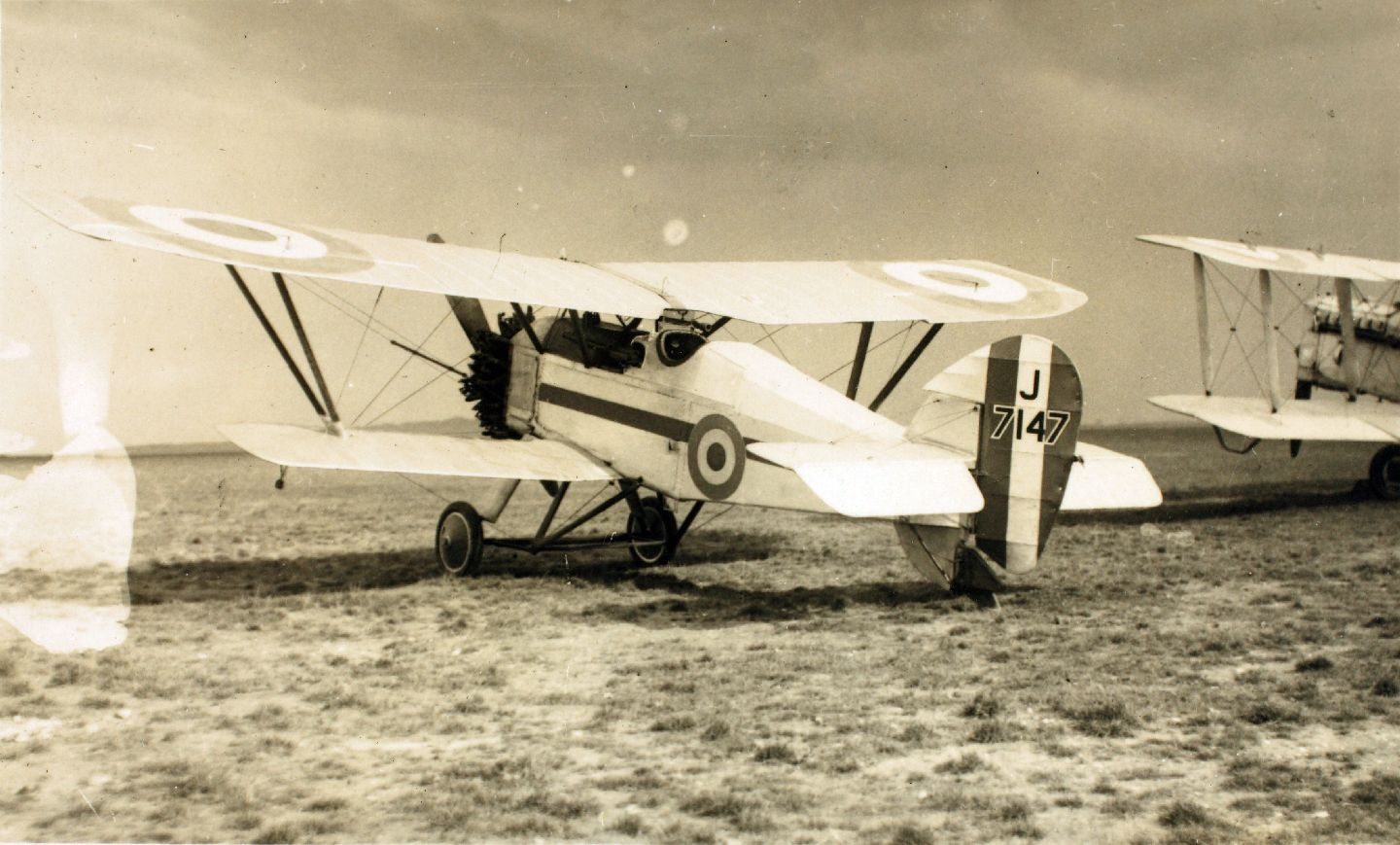
Armstrong Whitworth Siskin III de la RAF. Museo aeroespacial de San Diego.

Este aparato tuvo su origen en el Siddeley-Deasy S.R.2 Siskin, fabricado en 1919 por Siddeley-Deasy Motor Car Company Ltd. filial de la Armstrong Whitworth. Este prototipo estaba proyectado para ser propulsado por el motor radial R.A.F.8 de 300 CV , pero su desarrollo fue abandonado, por ello su primer vuelo lo realizó propulsado por un motor A.B.C. Dragonfly de 320 cv. Ante las malas prestaciones de este último motor y tras la unión, en 1920 de Siddeley-Daisy con Armstrong Whitworth formando Armstrong Whitworth Aircraft, se decidió emplear un nuevo motor para este aparato, un Armstrong Siddeley Jaguar de 325 CV. Realizó su primer vuelo el 20 de marzo de 1921.
El mayor F.M.Green, diseñador del primer prototipo, rediseñó el Siskin con una estructura completa de acero de acuerdo con las nuevas directrices del Ministerio del Aire británico que tomó la decisión de encargar, en adelante, únicamente aviones con estructura metálica. Este nuevo modelo se denominó Siskin III y voló el 7 de mayo de 1923. Con la entrega del primer encargo de aparatos (6 para pruebas) a la RAF en enero de 1924, el Siskin se convirtió en el primer avión completamente metálico de la Royal Air Force.
La producción de este modelo fue de 465 ejemplares.
La versión de mayor producción de este avión fue el Siskin IIIA, cuyo prototipo producto de la conversión de un Siskin III, voló en octubre de 1925. Este aparato estaba propulsado por un motor sobrealimentado Jaguar IVA de 450 CV que mejoró la velocidad y trepada por encima de los 10 000 pies (3.000 m). De este tipo se construyeron 287 unidades para la RAF, incluidos 47 entrenadores provistos de doble mando.

## Versiones
- Siddeley Deasy S.R.2 Siskin - avión original (3 construidos)
- Siskin II - prototipo civil del año 1923 (1 construido)
- Siskin III - versión de serie de construcción metálica (64 construidos para la RAF)
- Siskin IIIA - principal versión producida (Total 348, 340 para la RAF, 8 para la RCAF)
- Siskin IIIB - prototipo provisto de un motor sobrealimentado Jaguar VIII con caja reductora (1 construido)
- Siskin IIIDC - versión de 2 asientos con control dual (Total 53, 47 para la RAF, 2 para la RCAF, 2 para Air Service Training Limited, 2 para Estonia)
- Siskin IV - versión civil desarrollada para la carrera King´s Cup de 1925 (1 construido)
- Siskin V - versión civil para Rumania, pero usada para carreras después de la cancelación del pedido (2 construidos)

## Historia operacional

### Servicio en la RAF

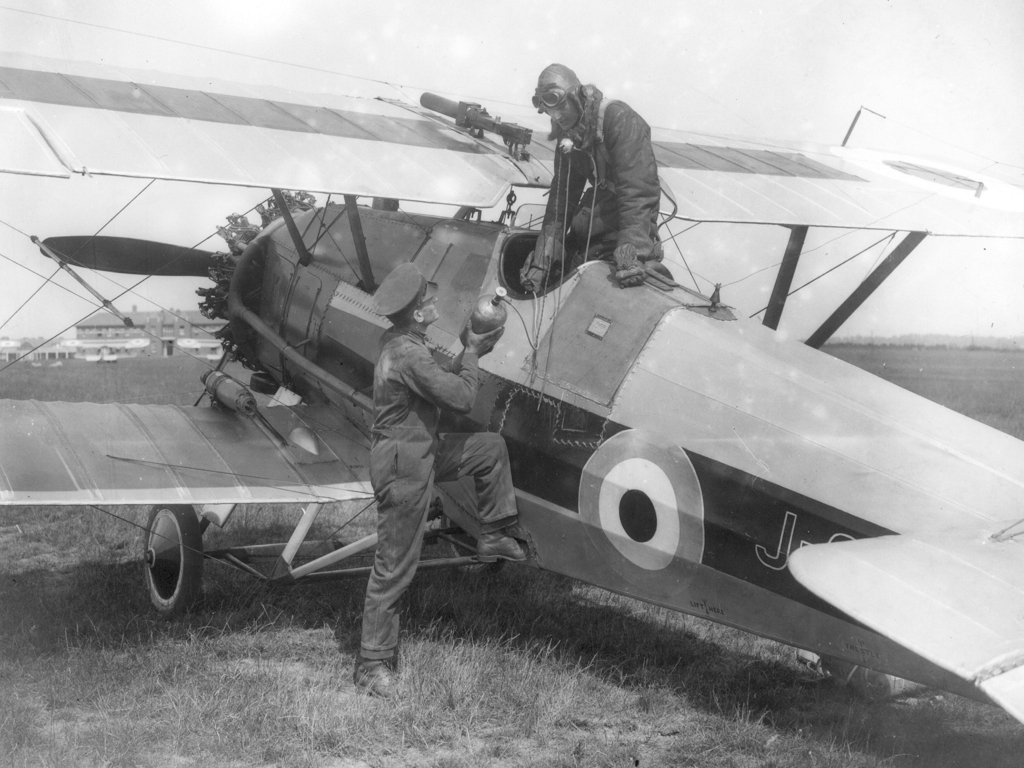
Siskin IIIa del Escuadrón de la RAF en Northolt iniciando un servicio con apoyo de oxígeno.

El primer Siskin III fue entregado al 41.er Escuadrón de la RAF en la base de Northolt en mayo de 1924, seguidamente se abasteció de Siskin al 111.º Squadron. El Siskin III fue muy popular en servicio, siendo una excelente plataforma acrobática, pese a su limitada potencia. El mejorado Siskin IIIA  reequipó  primeramente al 111.º Escuadrón en septiembre de 1926 y otros diez escuadrones emplearon este modelo;el último escuadrón operacional que uso estos aparatos, lo hizo hasta octubre de 1932, fecha en que fueron reemplazados por el Bristol Bulldog.

### Fuerza aérea sueca
El segundo Siskin III fue vendido a la Fuerza Aérea Sueca en 1925.

### Canadá
Canadá usó este aparato desde 1926 hasta 1939. En 1926, el Ministerio del Aire británico envió 2 Siskin III a Canadá para que fueran evaluados por la Royal Canadian Air Force bajo condiciones de vuelo invernal, encargando posteriormente doce IIIA que fueron entregados entre 1926 y 1931. El Siskin se consideró un aparato moderno cuando entró en servicio en la RCAF pasando a equipar el Ala de Cazas en las bases de Camp Borden y Trenton. En 1937, el Ala de Cazas pasó a ser el Escuadrón nº 1 de Cazas y fue transferido de Trenton a Calgary en agosto de 1938. Permaneciendo en esta unidad hasta el inicio de la Segunda Guerra Mundial, eventualmente para ser reemplazados por el Hawker Hurricane en 1939.

### Carreras aéreas y acrobacia
El Siskin fue usado con éxito en carreras de aviones. Un Siskin V volado por el teniente de vuelo F. L. Barnard ganó la 1925 Kings Cup Race a una velocidad de más de 243 km/h (151 mi/h).
Por otro lado, puede decirse que el arte de la acrobacia en formación fue introducido y mejorado en la RAF por los escuadrones equipados con Siskin, destacando el 43.º, que fue muy conocido por sus vuelos en formación cerrada en las exhibiciones en Hendon.

## Operadores

### Operadores militares
Real Fuerza Aérea británica
- 1.er Escuadrón
- 17.º Escuadrón
- 19.º Escuadrón
- 23.er Escuadrón
- 24.º Escuadrón
- 25.º Escuadrón
- 29.º Escuadrón
- 32.º Escuadrón
- 41.er Escuadrón
- 43.er Escuadrón
- 54.º Escuadrón
- 56.º Escuadrón
- 111.º Escuadrón

 Real Fuerza Aérea Canadiense
- «Ala de Cazas».
- Escuadrón n.º 1.

 Fuerza Aérea Estonia
 Fuerza Aérea Sueca

### Operadores civiles
Reino Unido
- Air Service Training Limited.

## Especificaciones técnicas (Siskin IIIA)

### Características generales
- Tripulación: 1
- Longitud: 7,72 m
- Envergadura: 10,11 m
- Altura: 3,10 m
- Superficie alar: 27,22 m²
- Peso vacío: 935 kg
- Peso máximo al despegue: 1.366 kg
- Planta motriz: 1× motor radial Armstrong Siddeley Jaguar IV.
  - Potencia: 309 kW (414 HP; 420 CV)
- Hélices: 1× bipala de madera por motor.

### Rendimiento
- Velocidad máxima operativa (Vno): 251 km/h
- Alcance: 450 km
- Techo de vuelo: 8229,6 metros (27 000 pies)
- Régimen de ascenso: 15 m/seg

### Armamento
- Ametralladoras: 2× ametralladoras Vickers de 7,7 mm.
- Puntos de anclaje: 2 con una capacidad de 36 kg, para cargar una combinación de:  
  - Bombas: 4x bombas de 9 kg.
en afustes subalares.

### Aeronaves similares
- Gloster Gamecock
- Hawker Woodcock
- Nakajima A2N

### Listas relacionadas
- Biplanos

### En inglés
- RCAF use: Armstrong Whitworth Siskin
- Armstrong Whitworth Siskin fighter

- Datos: Q689437
- Multimedia: Armstrong Whitworth Siskin / Q689437